# Pedro Couceiro
Pedro Couceiro (ur. 23 marca 1970 roku w Lobito) – portugalski kierowca wyścigowy pochodzący z Angoli.

## Kariera
Couceiro rozpoczął karierę w wyścigach samochodowych w 1990 roku od startów w Portugalskiej Formula Ford, gdzie zdobył mistrzowski tytuł. W późniejszych latach pojawiał się także w stawce Formuły Opel Lotus Euroseries, Pucharu Narodów Formuły Opel Lotus, Grand Prix Makau, Niemieckiej Formuły 3, Grand Prix Monako Formuły 3, International Touring Car Championship, Formuły 3000, Porsche Supercup, FIA Sportscar Championship, Spanish GT Championship, Sports Racing World Cup oraz International GT Open.
W Formule 3000 Portugalczyk startował w latach 1996-1997. W pierwszym sezonie startów w ciągu dziewięciu wyścigów, w których wystartował, uzbierał łącznie dwa punkty. Dało mu to trzynaste miejsce w klasyfikacji generalnej. Rok później Couceiro raz stanął na podium. Uzbierane sześć punktów dało mu dziesiąte miejsce w końcowej klasyfikacji kierowców.